# Station Ishiyama
Station Ishiyama  (石山駅,  Ishiyama-eki) is een spoorwegstation in de Japanse stad Ōtsu. Het wordt aangedaan door de Biwako-lijn (JR West) en de Ishiyama-Sakamoto-lijn (Keihan). Beide maatschappijen hebben eigen stations (het station van Keihan wordt aangeduid als ‘Keihan-Ishiyama’), die zich naast elkaar bevinden en met elkaar verbonden zijn. Er zijn in totaal zes sporen, gelegen aan drie eilandperrons.

## Lijnen

### JR West
| 1,2 | ■ Biwako-lijn | richting Kioto en Ōsaka               |
| 3,4 | ■ Biwako-lijn | richting Kusatsu, Maibara en Nagahama |

### Keihan
| 1 | ■ Ishiyama-Sakamoto-lijn | richting Karahashimae en Ishiyamadera |
| 2 | ■ Ishiyama-Sakamoto-lijn | richting Hamaōtsu en Sakamoto         |

## Geschiedenis
Het station van JR werd in 1903 geopend, het station van Keihan in 1914. In 1926 vond er een treinongeluk plaats waarbij 34 doden vielen. In 1950, 1959 en 2005 werd het station vernieuwd.

## Overig openbaar vervoer
Bussen van Keihan, de Ōmi Spoorwegmaatschappij en Teisan Kōnan Kōtsū.

## Stationsomgeving

### Noordkant
- Hoofdkantoor van Reneses Kansai Semiconductor
- Hoofdkantoor van Nippon Denki Garasu
- Fabriek van NSK
- Graf van Kanehira Imai (generaal uit de Heianperiode)
- Kansai Urban Bank
- Shiga Bank

### Zuidkant
- Fabriek van Toray
- Fabriek van Sanyo Electric
- Heiwadō (supermarkt)
- Royal Oak Hotel
- Rea Hotel Ōtsu-Ishiyama
- FamilyMart
- Lawson
- 7-Eleven
- McDonald's
- Autoweg 1
- Takebe-schrijn
- Karahashi (houten brug)